# Çubuk (Ankara)
Çubuk ist eine Stadtgemeinde der Provinz Ankara, deren Gebiet sich mit dem des gleichnamigen İlçe (staatlicher Verwaltungsbezirk) deckt. Die Gemeinde gehört zur Großstadtkommune Ankara (Ankara Büyükşehir Belediyesi) und bildet eine von deren Stadtteilsgemeinden.
Çubuk liegt 39 km vom Stadtzentrum von Ankara entfernt in der nach ihm benannten Ebene von Çubuk (Çubuk Ovası). Das İlçe Çubuk liegt an der Nordostgrenze der Provinz Ankara zur Provinz Çankırı zwischen den İlçe Kalecik im Osten und Kızılcahamam und Kazan im Westen. Im Süden grenzt es (von Südosten nach Südwesten) an die Bezirke Akyurt, Pursaklar und Keçiören. Im Norden erheben sich die Ausläufer der Köroğlu Dağları auf Höhen zwischen 1400 m bis nahe 2000 m.
Klimatisch ist das Gebiet ein Übergangsgebiet zwischen dem trockenen Steppenklima Inneranatoliens und dem feuchten Waldklima der Schwarzmeerregion. Die Niederschlagsmengen sind höher als im südlich gelegenen Ankara.
Die vom Çubuk Çayı durchflossene und bewässerte Ebene bietet fruchtbare Böden. Am Flusslauf wurden zum Zwecke der Trinkwasserversorgung von Ankara zwei Talsperren (Çubuk-1 und Çubuk-2) errichtet.
Weiter westlich wurde am Ova Çayı 2007 eine weitere Trinkwassertalsperre, die Kavşakkaya-Talsperre, fertiggestellt.
Die Wirtschaft des Bezirks beruht auf Landwirtschaft, wobei der Anbau von Sauerkirschen besondere Bedeutung genießt. Gegenwärtig entwickelt sich der Bezirk mehr und mehr zum Industriegebiet, auch wenn die Bewohner des Zentralorts zumeist Auspendler nach Akyurt oder Ankara sind. An der Grenze zum Nachbarbezirk Akyurt liegt der Flughafen Ankara-Esenboğa.
Landschaftlich reizvoll gelegen ist der 29 km von Çubuk entfernt in der Nähe der Grenze zu Kızılcahamam gelegene Karagöl, ein Kratersee.

## Geschichte
Çubuk blickt sowohl als Siedlung wie auch als Verwaltungseinheit auf eine längere Geschichte zurück. Nach der Schlacht von Mantzikert 1071 entwickelte sich die Ebene von Çubuk zu einem Niederlassungsschwerpunkt der einwandernden türkischen Stämme. In seldschukischer Zeit bildete die heute zum Bezirk Akyurt gehörende Siedlung Balıkhisar den lokalen Verwaltungsmittelpunkt. Etwas mehr als 300 Jahre später war im Jahre 1402 die Ebene von Çubuk Schauplatz der Schlacht bei Ankara, die das neu entstandene Osmanische Reich in eine Existenzkrise stürzte.
In einer Urkunde aus dem Jahre 1463 ist an der Stelle des heutigen Bezirkszentrums ein Dorf mit dem Namen Çubukbazarı verzeichnet. Das Gebiet des heutigen İlçe Çubuk erscheint darin aufgeteilt in zwei administrative Einheiten mit den Namen Taallükatt-ı Çubuk İli und Taallükat-ı Binari İli. 1523 wird ein dem Sandschak Ankara unterstellter kaza-i Çubuk, also ein osmanischer Gerichtsbezirk (kaza) von Çubuk erwähnt. Für 1530 werden für die Kaza Çubuk 3425 Häuser in 248 Dörfern und für 1571 8467 Häuser in 216 Dörfern erwähnt, woraus auf Einwohnerzahlen von  17.125 bzw. 42.335 geschlossen wird.
Die Wüstungsprozesse in Anatolien vom 17. und 18. Jahrhundert machten sich auch in Çubuk bemerkbar. Im Jahr 1844/1845 verzeichnet der Kaza Çubuk 1686 Häuser in 78 Dörfern. 1882 wurde die Gemeinde (Belediye) Çubuk gegründet. 1902 wurde der Kaza von Çubukabad als Nahiye (Vorläufer des Bucak) in den Kaza von Ankara eingegliedert, aber schon 1920 wieder als Kaza (die Bezeichnung wurde später in İlçe türkisiert) verselbständigt. 1990 erlitt Çubuk bei der Errichtung des İlçe Akyurt Gebietsverluste.
Die im Stadtlogo abgebildete Jahreszahl 1902 dürfte auf das Jahr der Erhebung zur Gemeinde (Belediye/Belde) hinweisen.
Bis Ende 2012 bestanden noch 47 Dörfer (Köy) und drei Belediye (Esenboğa, Sirkeli und Yukarıçavundur), die ebenso im Zuge der Verwaltungsreform 2013 in Stadtviertel (Mahalles) umgewandelt wurden. Dabei zählte jedes Dorf als eigenes Mahalle, während die ehemaligen Mahalles jeder Gemeinde zusammengelegt und nun als ein Mahalle zählten. Die Zahl der Mahalles stieg von 36 (Ende 2012) auf 83 an.

## Persönlichkeiten
- Hilmi Sözer (* 1970), deutsch-türkischer Schauspieler und Komiker